# Untergräfenthal

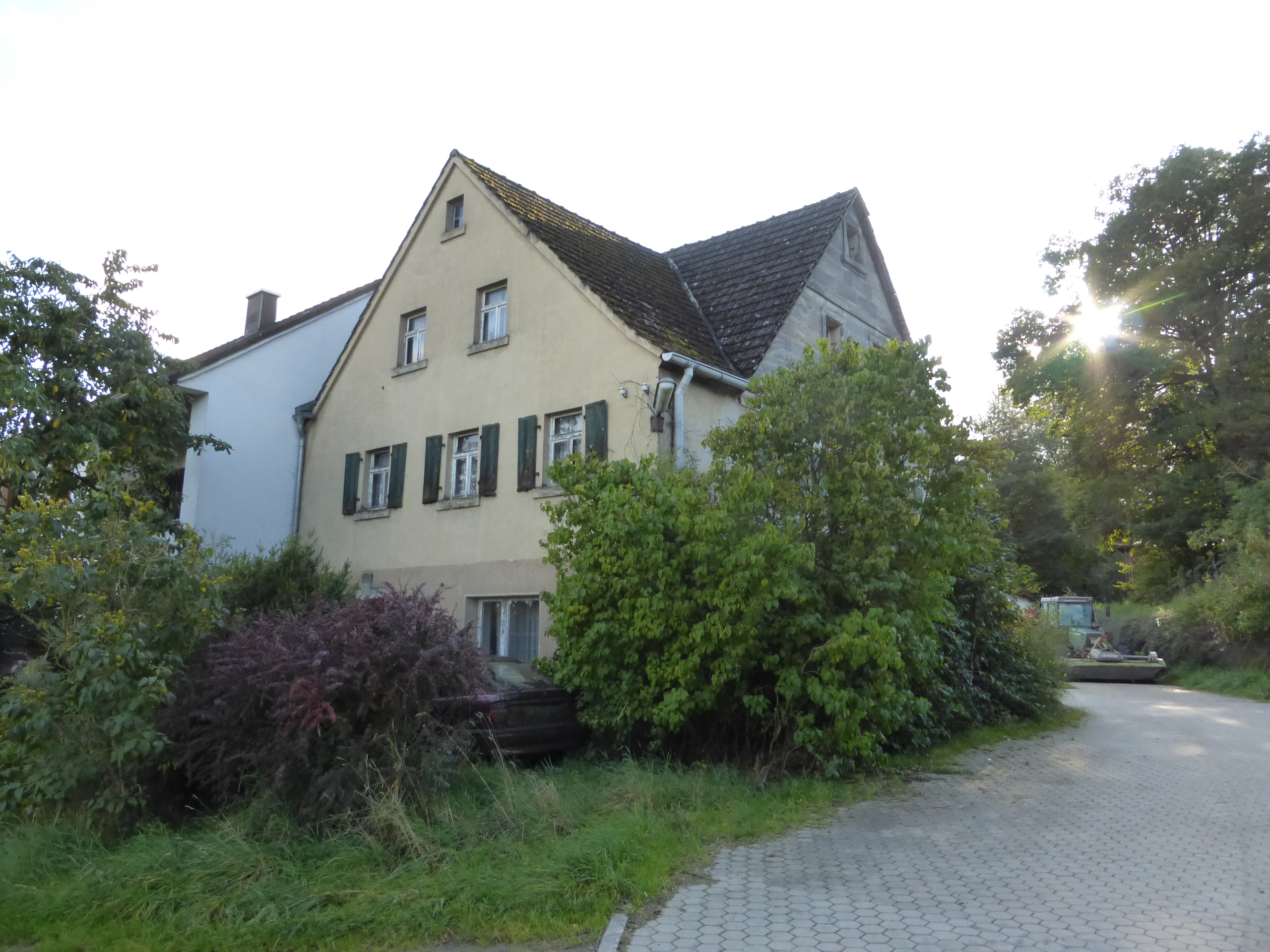
Wohnstallhaus

Untergräfenthal (oberfränkisch: Greffedol und Griffedol) ist ein Gemeindeteil der Gemeinde Neudrossenfeld im Landkreis Kulmbach (Oberfranken, Bayern). Untergräfenthal liegt in der Gemarkung Pechgraben.

## Geographie
Das Dorf liegt am Schaitzer Bach, einem linken Zufluss der Trebgast. Eine Gemeindeverbindungsstraße führt nach Obergräfenthal (0,7 km südlich) bzw. zu einer Gemeindeverbindungsstraße bei Eselslohe (0,5 km nördlich).

## Geschichte
Der Ort wurde 1398 als „Grefental“ erstmals urkundlich erwähnt, 1499 erstmals als „Unterngrefental“. Bis ins 19. Jahrhundert hinein wurden sowohl Ober- als auch Untergräfenthal einfach nur Gräfenthal genannt. Die Bedeutung des Bestimmungswortes ist unklar: denkbar ist der Adelstitel Graf oder der Personenname Grefe.
Untergräfenthal bildete mit Ober- und Unterkeil eine Realgemeinde. Gegen Ende des 18. Jahrhunderts bestand diese aus 9 Anwesen (1 Mahlmühle, 3 Höfe, 2 Güter, 2 Sölden, 1 Tropfhäuslein). Das Hochgericht übte das bayreuthische Stadtvogteiamt Kulmbach aus. Dieses hatte zugleich die Dorf- und Gemeindeherrschaft. Das Kastenamt Kulmbach war Grundherr sämtlicher Anwesen.
Von 1797 bis 1810 unterstand der Ort dem Justiz- und Kammeramt Kulmbach. Mit dem Gemeindeedikt wurde Untergräfenthal dem 1811 gebildeten Steuerdistrikt Neudrossenfeld und der 1812 gebildeten gleichnamigen Ruralgemeinde zugewiesen. Mit dem Zweiten Gemeindeedikt (1818) wurde der Ort in neu gebildeten Ruralgemeinde Pechgraben umgegliedert. Am 1. Januar 1975 wurde Untergräfenthal im Zuge der Gebietsreform in Bayern nach Neudrossenfeld eingegliedert.

### Baudenkmäler
- Untergräfenthal 8a: Bauernhof mit Wohnstallhaus, Scheune, Nebengebäude, Hoftor und Garteneinfriedung

### Einwohnerentwicklung
| Jahr      | 001809 | 001818 | 001861 | 001871 | 001885 | 001900 | 001925 | 001950 | 001961 | 001970 | 001987 |
| Einwohner | 72     | 58     | 85     | 79     | 67     | 73     | 77     | 67     | 65     | 53     | 38     |
| Häuser    |        | 9      |        |        | 10     | 12     | 12     | 11     | 15     |        | 11     |
| Quelle    | [ 11 ] | [ 8 ]  | [ 12 ] | [ 13 ] | [ 14 ] | [ 15 ] | [ 16 ] | [ 17 ] | [ 18 ] | [ 19 ] | [ 1 ]  |

## Religion
Untergräfenthal ist seit der Reformation evangelisch-lutherisch geprägt und war ursprünglich nach Neudrossenfeld gepfarrt.